# AZ Alkmaar (femenino)
El AZ Alkmaar fue un club de fútbol de los Países Bajos, de la ciudad de Alkmaar en la provincia de Holanda Septentrional, que participaba en la Eredivisie femenina, aunque el estadio donde se jugaban los partidos, el TATA Steel Stadion se encuentra en la localidad de Velsen-Zuid, de la misma provincia.

## Historia
Cuando en 2007 la federación de fútbol holandesa (KNVB) se decidió a crear la primera liga profesional de fútbol femenino del país, allí estuvo el AZ. Además se alzó como campeón de los dos primeros campeonatos, pudiendo así participar en la UEFA Women's Champions League. La mayoría de clubes de la nueva Eredivisie se fusionaron con clubes amateurs que competían en la anterior liga no-profesional, llamada Hoofdklasse. En el caso del AZ este club amateur fue el S.V. Fortuna Wormerveer un equipo de la ciudad holandesa de Wormerveer, también de la misma provincia. El AZ se hizo responsable económicamente del Fortuna a cambio de disponer de sus jugadoras como si fuera un equipo filial. El 30 de agosto de 2007 fue el día del debut en la Eredivisie para el AZ, enfrentándose como visitante al FC Utrecht con un resultado de 0-2 para el AZ.
El AZ se erigió como el mejor equipo de la Eredivisie y ganó tres ligas consecutivas hasta 2010. En 2011 fue subcampeón pero ganó la Copa, que se le había resistido. Pero acabada la temporada el club decidió eliminar el equipo femenino por razones económicas. La mayoría de las jugadoras se marcharon a otros equipos de la Eredivisie, principalmente el recién fundado Telstar de Velsen (a 25 kilómetros de Alkmaar). El Fortuna Vormerweer sobrevivió y sigue jugando en la primera división de la liga neerlandesa aficionada, mientras los equipos de la Eredivisie juegan ahora la Liga BeNe, una liga profesional conjunta con Bélgica.

## Palmarés
- 3 Ligas holandesas: 2008, 2009, 2010
- 1 Copa holandesa: 2011

## Trayectoria liguera
|                  | 08 | 09 | 10 | 11 |
| ---------------- | -- | -- | -- | -- |
| Primera División | 1º | 1º | 1º | 2º |

## Trayectoria en la Liga de Campeones
| 2009 | 1-1 Glasgow, 7-0 Narta, 4-1 Masinac |                 |
| 2010 |                                     | 1-2 1-1 Brondby |
| 2011 |                                     | 1-2 0-8 Lyon    |